# Aeroportul Wendover
Aeroportul Wendover (IATA: ENV, ICAO: KENV, FAA LID: ENV) este un aeroport din Wendover⁠(d), Comitatul Tooele, Utah, Utah, Statele Unite ale Americii ce deservește zona Wendover⁠(d). Aeroportul a fost tranzitat în 2019 de 105.496 de pasageri. A fost numit după zona deservită.
Situat la o altitudine de 1.291 m, aeroportul dispune de 2 piste.

## Infrastructură

### Piste
Aeroportul dispune de 2 piste. Pista 08/26 are suprafața de asfalt și dimensiunile 10.002 picioare × 150 picioare. Pista 12/30 are suprafața de asfalt și dimensiunile 8.002 picioare × 100 picioare. 